# Поддубное (Гвардейский городской округ)
Поддубное — посёлок в Гвардейском городском округе Калининградской области. До 2014 года входил в состав Славинского сельского поселения.

## История
Впервые поселение Кейлау упоминается в 1273 году.
В 1946 году Грос Кейлау был переименован в поселок Поддубное.

## Население
| 2010 |
| ---- |
| 52   |

В 1910 году в Грос Кейлау проживали 246 человек, в 1933 году — 236 человек, в 1939 году — 218 жителей.